# 佩特拉·塞科芙絲卡
佩特拉·塞科芙絲卡（捷克語：Petra Cetkovská，1985年2月8日—）是捷克职业网球女运动员，2000年轉職業。她的WTA生涯最高單打排名為第25（2012年6月18日）。